# William E. Snyder
William Edward Snyder (* 21. September 1901 in Brooklyn, New York; † 4. März 1984 in Riverside County, Kalifornien) war ein US-amerikanischer Kameramann.

## Leben
William E. Snyder war ab 1939 als Kameramann in Hollywood tätig, wo er bei zahlreichen Technicolor-Filmen zum Einsatz kam, darunter die Filmkomödien Das Korsarenschiff (1944) mit Bob Hope und Der Wundermann (1945) mit Danny Kaye, der Western Der Richter von Colorado (1948) mit Glenn Ford sowie die beiden John-Wayne-Filme Stählerne Schwingen (1951) und Der Eroberer (1956). In der Komödie Mädchen für Hollywood hatte er 1947 einen Cameo-Auftritt.
Im Laufe der Jahre erhielt Snyder drei Oscar-Nominierungen in der Kategorie Beste Kamera – für das Südseeabenteuer Aloma, die Tochter der Südsee (1941), die Prosper-Mérimée-Verfilmung Liebesnächte in Sevilla (1948) mit Rita Hayworth und das Filmmusical Jolson Sings Again (1949).
Ab den 1950er Jahren arbeitete Snyder häufig für das US-amerikanische Fernsehen. Er setzte unter anderem 17 Folgen der Westernserie Bonanza (1960–1961) und zwei Folgen von Raumschiff Enterprise (1966) in Szene. 1971 zog sich Snyder, der Mitglied der American Society of Cinematographers war, aus dem Showgeschäft zurück.

## Filmografie (Auswahl)
- 1941: Aloma, die Tochter der Südsee (Aloma of the South Seas)
- 1943: Fluch der Tempelgötter (White Savage)
- 1944: Dr. Wassels Flucht aus Java (The Story of Dr. Wassell)
- 1944: Das Korsarenschiff (The Princess and the Pirate)
- 1945: Der Wundermann (Wonder Man)
- 1946: Der Bandit und die Königin (The Bandit of Sherwood Forest)
- 1946: Blau ist der Himmel (Blue Skies)
- 1948: Der Richter von Colorado (The Man from Colorado)
- 1948: Liebesnächte in Sevilla (The Loves of Carmen)
- 1948: Ein Pferd namens October (The Return of October)
- 1948: Blutfehde (The Swordsman)
- 1949: Jolson Sings Again
- 1949: Sie ritten mit Jesse James (The Younger Brothers)
- 1949: Eines Morgens in der Hopkins-Street (The House Across the Street)
- 1950: Der Fischer von Louisiana (The Toast of New Orleans)
- 1950: Das skandalöse Mädchen (The Petty Girl)
- 1951: Der Todesfelsen von Colorado (New Mexico)
- 1951: Stählerne Schwingen (Flying Leathernecks)
- 1951: Frauenraub in Marokko (Ten Tall Men)
- 1952: Korea (One Minute to Zero)
- 1952: Kampf um den Piratenschatz (Blackbeard the Pirate)
- 1953: Mörder ohne Maske (Second Chance)
- 1954: Der Schrecken vom Amazonas (Creature from the Black Lagoon)
- 1955: Americano (The Americano)
- 1956: Der Eroberer (The Conqueror)
- 1956: Auf der Spur des Todes (Red Sundown)
- 1956: The First Traveling Saleslady
- 1956: Jenseits allen Zweifels (Beyond a Reasonable Doubt)
- 1956: Na, na, Fräulein Mutti! (Bundle of Joy)
- 1956: Feuer über Mindanao (Huk!)
- 1958: Tarzan und die Jäger (Tarzan and the Trappers)
- 1958: Tarzans Kampf ums Leben (Tarzan’s Fight for Life)
- 1961: Den Wind im Rücken (Gundown at Sandoval)
- 1962: Mondgeflüster (Moon Pilot)
- 1962: Champagner in Paris (Bon Voyage!)
- 1963: Revolverhelden von Wyoming (Cattle King)
- 1966: Robin Crusoe, der Amazonenhäuptling (Lt. Robin Crusoe, U.S.N.)
- 1967: Schmeißt die Affen raus (Monkeys, Go Home!)
- 1968: Wie klaut man ein Gemälde? (Never a Dull Moment)
- 1968: Der Hengst im grauen Flanellanzug (The Horse in the Gray Flannel Suit)
- 1969: Ein Frechdachs im Maisbeet (Rascal)
- 1970: Die Bruchschiffer (The Boatniks)
- 1971: Die Millionen-Dollar-Ente (The Million Dollar Duck)
- 1975: Abenteuer der Natur (The Best of Walt Disney’s True-Life Adventures) (Dokumentarfilm)

## Auszeichnungen
- 1942: Oscar-Nominierung in der Kategorie Beste Kamera für Aloma, die Tochter der Südsee
- 1949: Oscar-Nominierung in der Kategorie Beste Kamera für Liebesnächte in Sevilla
- 1950: Oscar-Nominierung in der Kategorie Beste Kamera für Jolson Sings Again